# P. J. Wolfson
Pincus Jacob Wolfson (* 22. Mai 1903 in Brooklyn, New York City; † 16. April 1979 in Woodland Hills, Los Angeles) war ein US-amerikanischer Drehbuchautor, Filmproduzent und Schriftsteller.

## Leben
Pincus Jacob Wolfson wurde als Sohn russisch-jüdischer Einwanderer in New York City geboren. Sein Vater arbeitete als Klempner und er selbst studierte Pharmazie an der Fordham University. Während er später in einer Apotheke am Madison Square Garden arbeitete, schrieb er seine ersten Romane. Mit seinem im Stile des Roman noir geschriebenen Bodies Are Dust debütiert er 1931 als Schriftsteller. Das Buch wurde später in mehrere Sprachen übersetzt. Eine Deutsche Übersetzung erschien 2005 beim Berliner Verlag Pulp Master unter dem Titel Geißel der Niedertracht. In Frankreich war die Fangemeinde ungemein größer und neben mehreren Neuauflagen diente das Buch auch als Vorlage für den 1985 veröffentlichten von Maurice Pialat inszenierten Kriminalfilm Der Bulle von Paris, mit Gérard Depardieu und Sophie Marceau in den Hauptrollen.
Ab 1932 war er auch als Drehbuchautor in Hollywood tätig. Insbesondere mit Allen Rivkin schrieb er mehrere Drehbücher, darunter Der Mann mit der Kamera und Ich tanze nur für Dich. Bis Ende der 1940er schrieb er über 30 verfilmte Drehbücher und war unter anderem für Filmproduktionsfirmen wie Metro-Goldwyn-Mayer, RKO Pictures, Columbia Pictures und Paramount Pictures tätig.

## Werke (Auswahl)

### Romane
- Bodies Are Dust (1931; Deutsch: Geißel der Niedertracht, Berlin 2005, Pulp Master, ISBN 3-929010-57-7)
- Summer Hotel (1932)
- All Women Die (1933)
- My Flesh of Brass (1934)
- How Sharp the Point (1959)

### Filmografie
- 1933: Der Mann mit der Kamera (Picture Snatcher)
- 1933: Ich tanze nur für Dich (Dancing Lady)
- 1935: Spione küßt man nicht (Rendezvous)
- 1935: Die öffentliche Meinung (Reckless)
- 1936: That Girl from Paris
- 1937: Ein Fräulein in Nöten (A Damsel in Distress)
- 1937: Tanz mit mir (Shall We Dance)
- 1938: Vivacious Lady
- 1939: Black River (Allegheny Uprising)
- 1940: Vigil in the Night
- 1941: Keine Blumen für O’Hara (Bullets for O’Hara)
- 1942: Ein Kuß zuviel (They All Kissed the Bride)
- 1947: Die widerspenstige Gattin (Suddenly It’s Spring)
- 1947: Pauline, laß das Küssen sein (The Perils of Pauline)
- 1948: Schmuggler von Saigon (Saigon)